# Adelges obtectus
Adelges obtectus är en insektsart. Adelges obtectus ingår i släktet Adelges och familjen barrlöss. Inga underarter finns listade i Catalogue of Life.